# Kivijärvi (sjö i Finland, Norra Österbotten, lat 65,58, long 29,62)
Kivijärvi är en sjö i Finland. Den ligger i kommunen Kuusamo i landskapet Norra Österbotten, i den nordöstra delen av landet, 600 km norr om huvudstaden Helsingfors. Kivijärvi ligger 244,8 meter över havet. Arean är 1,42 kvadratkilometer och strandlinjen är 7,19 kilometer lång. Sjön  ingår i Uleälvens huvudavrinningsområde. 